# 21528 Chrisfaust
A 21528 Chrisfaust (ideiglenes jelöléssel 1998 MU33) a Naprendszer kisbolygóövében található aszteroida. A LINEAR projekt keretében fedezték fel 1998. június 24-én.